# Cao Đức
Cao Đức là một xã thuộc tỉnh Bắc Ninh, Việt Nam.

## Địa lý
Xã Cao Đức có vị trí địa lý:
- Phía đông giáp phường Chí Linh, thành phố Hải Phòng
- Phía tây giáp xã Nhân Thắng
- Phía nam giáp xã Trung Kênh
- Phía bắc giáp xã Phù Lãng.

Xã Cao Đức có diện tích 19,76 km², dân số 16.966 người, mật độ dân số đạt 858 người/km².

## Lịch sử
Ngày 16 tháng 6 năm 2025, Ủy ban Thường vụ Quốc hội ban hành Nghị quyết số 1658/NQ-UBTVQH15 của UBTVQH về việc sắp xếp các đơn vị hành chính cấp xã của tỉnh Bắc Ninh năm 2025. Theo đó, sắp xếp toàn bộ diện tích tự nhiên, quy mô dân số của xã Vạn Ninh và xã Cao Đức thành xã mới có tên gọi là xã Cao Đức.